# Chantal Pelletier
 (septembre 2021).
Pour les articles homonymes, voir Pelletier.
Œuvres principales
- Les 3 Jeanne
- Série Inspecteur Laice
- Cinq femmes chinoises
- Nos derniers festins

Chantal Pelletier, née le 6 juin 1949 dans le 3e arrondissement de Lyon, est une romancière, nouvelliste et scénariste française après avoir été au Café-théâtre une des 3 Jeanne, « Les premières humoristes féministes en France».
Elle a publié une trentaine de livres dont six à la Série noire Gallimard, parmi lesquels, en 2000, Le chant du bouc (Grand prix du roman noir de Cognac 2001) et, en 2022, Sens interdits.
Le voyage, la gastronomie et le cinéma marquent ses écrits et notamment ses cinq romans chez Joëlle Losfeld dont en 2013 Cinq Femmes chinoises (Prix printemps du roman à Saint Louis  2013) et, en 2023, L'ourson.

## Biographie
Après des études en psychologie, Chantal Pelletier obtient son diplôme à l'Université de Bruxelles en 1972. Elle fait ensuite du théâtre, joue dans quelques courts métrages, puis devient journaliste et rédactrice publicitaire à Paris en 1974. Pendant dix ans, de 1976 à 1986, elle est une des « Les 3 Jeanne » trio féministe et caustique qui jouera dans de nombreux théâtres à Paris, en Province et à l’étranger, Elle coécrit ensuite et met en scène deux « one woman show » pour Martine Boéri, avant le décès de celle-ci en 1992 : Arthur et Et pendant de temps les Japonais travaillent.
Après avoir publié quelques romans et avoir été dialoguiste et scénariste pour le cinéma et la télévision, elle écrit à la fin des années 1990 des romans policiers autour de l’inspecteur Maurice Laice, flic dépressif et daltonien, solitaire et infirme du cœur… Suivront d’autres romans noirs chez d’autres éditeurs, comme les éditions Fayard ou les éditions La Branche qui publient en 2007 Tirez sur le caviste (folio policier no 908) dans la collection Suite noire, novella adaptée par Emmanuelle Bercot avec Niels Arestrup et Julie-Marie Parmentier. Le film a reçu le prix Audace du syndicat de la critique en 2009.
Outre une dizaine de romans dont cinq chez Joëlle Losfeld, elle a écrit de nombreuses nouvelles parues dans des recueils collectifs, des revues et quotidiens (Le monde et Libération), et deux recueils personnels (un à la Série noire Gallimard, l’autre chez Fayard Noir).
Elle a dirigé, de 2007 à 2011, la collection gourmande « Exquis d’écrivains » aux éditions Nil  et édité 13 auteurs extrêmement différents comme Pierre Pelot, Martin Winckler, Claude Pujade-Renaud, Léonora Miano, Dominique Sylvain…
Pendant quatre ans, de 2008 à 2011, elle a programmé et organisé le chapiteau « Toutes les saveurs du monde » avec Olivier Roellinger dans le cadre du salon du livre Etonnants voyageurs .

## Œuvre

### Romans policiers

#### SérieInspecteur Laice
- Eros et Thalasso, Gallimard, coll Série Noire no 2511, 1998 - Traduit en allemand[14] - Rééditions, Gallimard, coll. Folio policier no 402 en 2006 et 2019
- Le Chant du bouc, Gallimard, coll. « Série noire » no 2578, 2000. Traduit en allemand [14] en italien, en anglais, en grec.  Réédition, Gallimard, coll. « Folio policier » no 262, 2000
- More is less, Gallimard, coll. « Série noire » no 2657, 2002  Réédition, Gallimard, coll. « Folio policier » no 521, 2002
- Montmartre, Mont des Martyrs, Gallimard, coll. « Série noire », 2008

#### SérieLe Poulpe
- Lavande tuera, Baleine, coll. « Le Poulpe », 1997

#### Autres romans policiers
- L'Enfer des anges, Fayard, coll. « Noir », 2005
- Tirez sur le caviste, éditions La Branche, coll. « Suite noire », 2007. Traductions : allemand [14], hongrois. Gallimard, coll. « Folio policier » no 908, 2021
- Crise de nerfs, Collection Les petits polars du monde, 2012
- I love Lyon, Collection Les petits polars du Monde, 2015
- Nos derniers festins, Gallimard, coll. « Série noire », 2019Réédition, Gallimard, coll. « Folio policier » no 947, 2021
- Sens interdits, Gallimard, coll. « Série noire », 2022

### Romans
- L'Octobre, Jean-Jacques Pauvert, 1976
- Supermarché rayon bonheur, Manya, 1990
- Le Fil d'Ariane, Manya, 1992
- Le Squatt, Le Cherche midi, 1996
- La Visite, Balland, 2003, folio Gallimard no 4126, 2004 [15], traduit en allemand (Kiepenheuer & Witsch)
- Paradis andalous, Joëlle Losfeld, 2007
- De bouche à bouches, Joëlle Losfeld, 2011, traduit en estonien [16], et en Italien, en Italien, Di Boca in boca, Editions Castelvecchi 2013
- Cinq femmes chinoises, Joëlle Losfeld, 2013, Prix printemps du roman 2013 [5]  Réédition, Gallimard, coll. « Folio » no 5831, 2014
- Et elles croyaient en Jean-Luc Godard, Joëlle Losfeld, 2015
- L'ourson, Joëlle Losfeld, 2023

#### Recueils de nouvelles
- Chairs amies, Ricochet, 2001
- Troubles fêtes, Gallimard, coll. « Série noire » no 2622, 2002
- Chercheurs de bleu, Colophon, 2004 [17]
- Intimités, Gallimard, coll. « Folio 2€ », 2005
- Noir caméra !, Fayard, coll. « Noir », 2006
- Voyages en gourmandises, NiL, 2007
- Le Chinois : sexe, drogue et bain-marie, 1973, 2010
- Plat de résistance, 1973, 2012
- Tamalous, La Sirène Étoilée, 2016

Recueils collectifs
- L’agenda du polar, 1999
- Quelques lettres d’insultes, Colophon, 1999 [17]
- Le bout du monde, Série noire Gallimard, 2001
- Bleu, blanc, sang, Fleuve noir, 2002
- Histoires à coucher dehors, Julliard, 2003
- Le onzième commandement, Terre de brume, 2003
- Le dernier homme, Belles lettres, 2003
- Noirs scalpels, Le cherche-midi, 2005
- rois nouvelles noires, avec Didier Daeninckx et Jean-Bernard Pouy, Bibliothèque Gallimard
- Bloody Birthday, éditions La Branche, 2007
- Complots capitaux, Le cherche-midi, 2010
- Le dictionnaire des personnages de la littérature populaire (Sophie de Réan), Seuil, 2010
- Made in Hong Kong, éditions des Glous , 2010
- Abécédaire légumophile, éditions Virgile, 2011
- Paris noir, éditions Asphalte, 2010, réédition folio policier 2012
- Il fait un temps de poème, éditions filigranes, 2013
- Réseau(x), collection Goater Noir, 2022

#### Essais et récits
- Papy boom, Grasset, 1988, avec Maximilienne Levet, Grasset, 1988
- Et l'amour dans tout ça ?, avec Kriss Graffiti  Balland, 1989, J’ai lu, 1990
- Rigole et tais-toi, avec Martine Boéri, Calmann-Lévy, 1989
- Un scénario nommé désir, avec Brigitte Peskine, Belfond, 1994
- À cœur et à Kriss, Busclats, 2011
- Signoret ou la traversée des apparences, Busclats, 2015

#### Biographie
- Eddy Mitchell, Seghers, 1981

#### Littérature jeunesse
- Les vacances se corsent, Albin Michel, 1998
- Les Otages de Gutenberg, Hachette Jeunesse, 2000 Coécrit avec Claude Pujade-Renaud et Daniel Zimmermann.
- Atomes crochus, Hachette Jeunesse, 2000 Coécrit avec Claude Pujade-Renaud et Daniel Zimmermann

### Théâtre
- Je te le dis, Jeanne, c’est pas une vie la vie qu’on vit ! [6] 1976, Pizza du Marais, Les Blancs-Manteaux, Cour des Miracles, Théâtre Fontaine, Théâtre de l'Atelier... (Plus de 7 ans à l'affiche)
- Jeanne, ma sœur Jeanne ne vois-tu rien venir ? [7], 1983, Bouffes Parisiens
- Arthur [8], 1987, Théâtre Grévin
- Minitel de toi [18], 1987, Théâtre Grévin
- Et pendant ce temps les Japonais travaillent [9], 1989, TLP Déjazet, Palais des Glaces

### Filmographie

#### Scénariste

##### Au cinéma
- 1985 : Les Nanas d'Annick Lanoë
- 1992 : Les Mamies d'Annick Lanoë
- 1995 : Mécaniques célestes de Fina Torres
- 2002 : Entre nous de Serge Lalou

##### À la télévision
- 1981 : coauteure d'une série Il y a plusieurs locataires à l'adresse indiquée, A2
- 1989 : coauteure d'une série En cas de bonheur, TF1
- 1990 : auteure de l'adaptation du roman de Michel Lucet Divisé par deux, téléfilm de James Thor, A2
- 1992 : coauteure d'une série avec Brigitte Peskine Carré d'as, FR2, TSR
- 1994 : coauteure d'un téléfilm Le prix d'une femme, M6, FR3
- 1995 : auteure de trois épisodes et directrice d'écriture des vingt-trois autres épisodes des Malheurs de Sophie (la comtesse de Ségur), FR3
- 1995 : auteure d'un épisode de Samba et Leuk le lièvre, FR2
- 1998 : Le Danger d'aimer, téléfilm de Serge Meynard, FR3
- 1999 : épisode Lycée en crise, série Docteur Sylvestre, FR3
- 2000 : L'Inconnue du Val-Perdu, téléfilm de Serge Meynard, FR3, ARTE
- 2001 : auteure de plusieurs épisodes de l'adaptation en dessin animé des albums Agrippine de Claire Brétécher, CANAL +, ARTE
- 2009 : Paradis criminel, mini série (4x52) de Serge Meynard, FR3 (prix de la meilleure série de prime-time du festival de la Rochelle, 2009)

#### Actrice

##### Au cinéma
- 1978 : La Barricade du Point-du-Jour de René Richon
- 1978 : Pauline et l'Ordinateur de Francis Fehr
- 1985 : Les Nanas d'Annick Lanoë
- 1992 : Les Mamies d'Annick Lanoë
- 1999 : Voyous voyelles de Serge Meynard

##### À la télévision
- 1998 : Le Danger d'aimer de Serge Meynard
- 2001 : L'Inconnue du Val-Perdu de Serge Meynard